# 貝雷佐韋 (薩爾內區)
51°34′55″N 27°20′33″E / 51.58194°N 27.34250°E

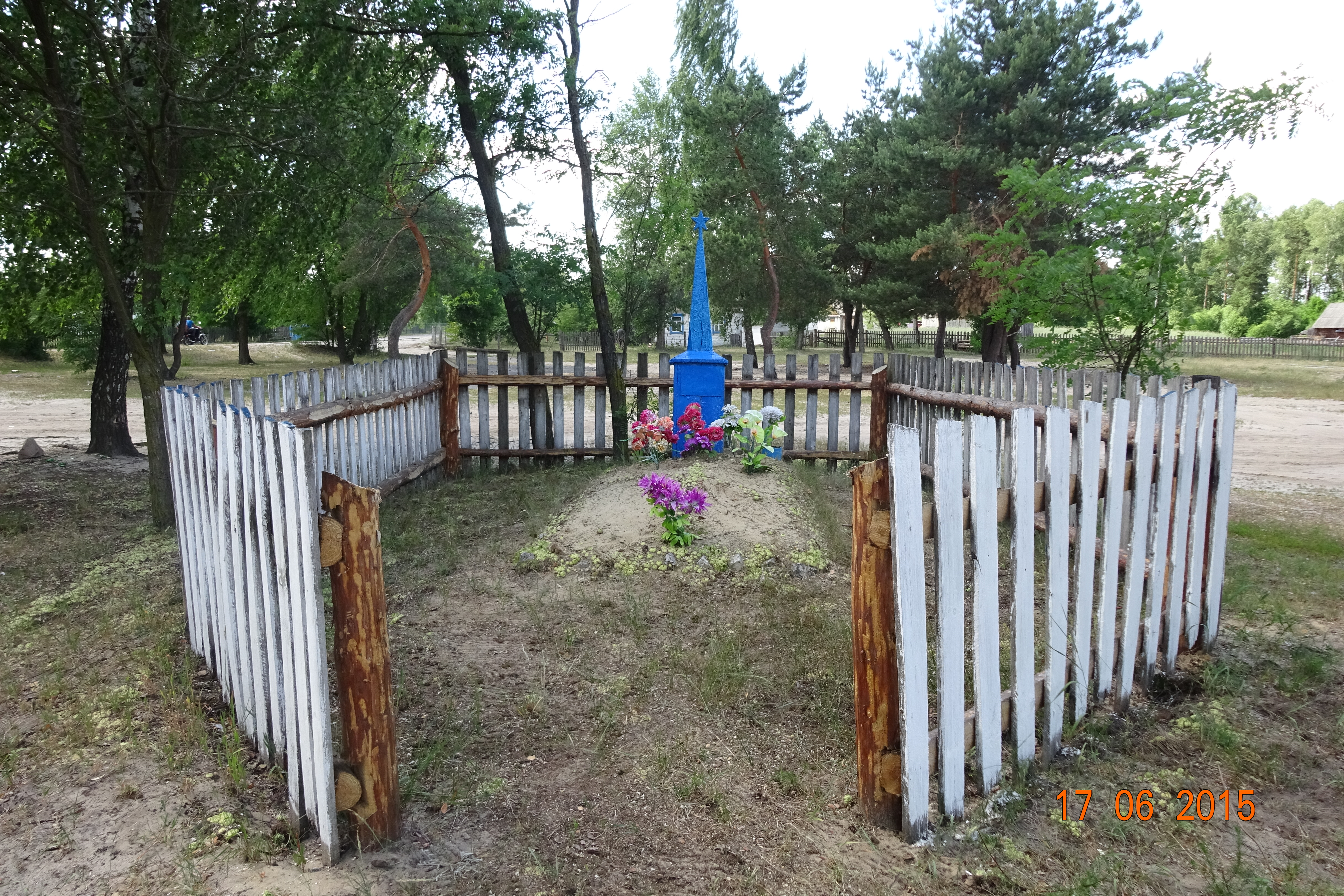
烈士墓

贝雷佐韋（烏克蘭語：Березове），是烏克蘭西北部羅夫諾州薩爾內區贝雷佐韦市镇内的村落及其行政中心。始建於1780年，面積76.3平方公里，海拔高度146米，2001年人口2,543，人口密度每平方公里33.3人。